# Центральный военный округ (Израиль)
Центральный военный округ (ивр. פיקוד המרכז, פקמ"ז‎) — территориальный командный центр Армии обороны Израиля, ответственный за территориальную оборону Западного берега реки Иордан, включая оборону израильских поселений и границы Западного берега с Иорданией и координацию мер по противостоянию террору, исходящему из Западного берега.
Командующий округом осуществляют также функцию «Командующего войсками Армии обороны Израиля в регионе Иудеи и Самарии» (ивр. מפקד כוחות צה"ל באיו"ש‎), верховного органа израильской военной администрации (англ. belligerent occupation) на Западном берегу реки Иордан.
С 8 июля 2024 года округ возглавляет генерал-майор Ави Блут. Штаб располагается в Неве-Яакове (район Иерусалима).

## История
В 1948 году Центральный военный округ отвечал за военные действия против Иордании, особенно на участке дороги к Иерусалиму, образовывавшим «малый треугольник» (восток равнины Шарон, Лод и Рамла).
В течение Шестидневной войны Центральный военный округ вёл занятие Западного берега реки Иордан.
В первую интифаду Центральный военный округ прежде всего участвует в акциях безопасности и действиях против терроризма на Западном берегу.

## Структура округа

### Штаб командования
Округ возглавляет Командующий округом (ивр. מפקד הפיקוד‎ мефаке́д ха-пику́д) в звании генерал-майора, и его штаб управляется начальником штаба округа (ивр. רמ"ט‎ рама́т) в звании бригадного генерала. В состав штаба входят:
- Начальник оперативного отдела округа (ивр. קצין אג"ם‎ кцин ага́м);
- Начальник разведывательного отдела округа (ивр. קמ"ן‎ кама́н);
- Начальник отдела личного состава округа (ивр. קשל"פ‎ кашла́п);
- Начальник отдела тылового обеспечения округа (ивр. קל"פ‎ кала́п);
- Начальник отдела боевой техники округа (ивр. מחש"פ‎ махша́п);
- Начальник отдела связи и электроники округа (ивр. מקשא"פ‎ макша́п);
- Начальник военно-инженерного отдела округа (ивр. מהנ"פ‎ маhана́п);
- Начальник медицинского отдела округа (ивр. מר"פ‎ мара́п);
- Глава администрации «Цвета радуги» по вопросам сооружения разделительного барьера (ивр. ראש מינהלת קשת צבעים‎ рош минhе́лет ке́шет цваи́м, сокращённо ר' קש"ץ рош каша́ц);
- Юридический советник Иудеи и Самарии (ивр. יועמ"ש איו"ש‎ йоама́ш айо́ш) (подчинён Главному военному прокурору);
- Начальник военной полиции округа (ивр. ממצ"פ‎ мамца́п) (командир 391-го подразделения военной полиции; подчинён Командованию Военной полиции).

### Части поддержки и обслуживания округа
В прямом подчинении штабу Командования округа находятся:
- Тренировочная база округа «Лахи́ш»;
- 5004-я территориальная часть тылового обеспечения (ивр. אגד לוגיסטי מרחבי‎, сокращённо אלמ"ר альма́р);
- 650-я территориальная часть боевой техники (ивр. יחידת חימוש מרחבית‎, сокращённо יחש"ם яхша́м);
- 802-я военно-инженерная часть округа (командиром части является начальник военно-инженерного отдела округа);
- 542-я медчасть округа (командиром части является начальник медицинского отдела округа);
- 382-я база телекоммуникационного оборудования;
- 372-й батальон связи окружного подчинения «Се́гев»;
- Окружное подразделение раввината;
- Строительная часть округа.

### Боевые соединения
В состав Центрального военного округа входят четыре дивизии:
- 98-я резервная воздушно-десантная дивизия «Ха-Эш» (ивр. עוצבת האש‎);
- 99-я резервная пехотная дивизия «Ха-Базак» (ивр. עוצבת הבזק‎);
- 877-я территориальная дивизия Иудеи и Самарии (ивр. אוגדת איו"ש‎);
- 96-я территориальная дивизия «Гилеад[ивр.]» (ивр. עוצבת גלעד‎).